# Sri Maha Bodhi Viharaya
Sri Maha Bodhi Viharaya és un temple budista Theravada a Kandy, Sri Lanka. Es troba a Bahirawakanda, aproximadament 2 km del centre de la ciutat. El temple és conegut per la seva estàtua gegant de Buda. L'estàtua de Buda està representada en la posició del Dhyana Mudra, la postura de meditació associada a la seva primera Il·luminació, i es pot veure des de gairebé arreu de Kandy. Fa 26,83 m d'alçada i és una de les estàtues de Buda més altes de Sri Lanka.
El temple està construït sobre un terreny donat pel ministre de les Terres, Hector Kobbekaduwa, al Ven. Ampitiye Dammarama Thero, un monjo de l'⁣Amarapura Nikaya a principis dels anys setanta. Inicialment, Dammarama va viure en un habitatge improvisat mentre demanava fons per a la construcció del temple. El temple es va oposar als monjos majors del Sri Dalada Maligawa (Temple de la Relíquia de la Dent Sagrada), afirmant que eclipsaria el centre del Siyam Nikaya. A la dècada de 1980, un monjo en cap de l'Amarapura Nikaya, Hinatiyana Dhammaloka, va demanar amb èxit al president Ranasinghe Premadasa que intervingués i atorgués legalment la terra a Dammarama.
A finals de la dècada de 1980, Dammarama va començar a construir una estàtua de Buda, i la construcció de l'estàtua es va acabar el 1992. Va ser inaugurat oficialment l'1 de gener de 1993 pel president Ranasinghe Premadasa. Ara és una atracció turística popular.